# From This Moment On
"From This Moment On" is een nummer van de Canadese zangeres Shania Twain. Het nummer verscheen op haar album Come On Over uit 1997. Op 4 mei 1998 werd het nummer uitgebracht als de vierde single van het album.

## Achtergrond
"From This Moment On" is geschreven door Twain en haar toenmalige echtgenoot Robert John "Mutt" Lange en geproduceerd door Lange. Het nummer werd geschreven toen de twee in Italië een voetbalwedstrijd bijwoonden; waar Lange sportfanaat was, gold dit niet voor Twain, waardoor haar gedachten af gingen dwalen en zij begon te schrijven. Volgens Twain was het nummer uitermate geschikt om door Céline Dion te worden gezongen, maar samen met Lange besloot zij om het voor zichzelf te houden en er een duet van te maken. Elton John was qua duetpartner hun eerste keuze, maar uiteindelijk werd er gekozen voor countryzanger Bryan White. Twain noemde White later "de beste mannelijke stem in de countrymuziek". Volgens White was het nummer al bijna klaar toen hij zijn bijdrage opnam, en hij beschreef het als een "extreem uitdagende" zanglijn.
De eerste versie van Come On Over bevatte een duetversie van "From This Moment On", maar op latere uitgaven is enkel een soloversie van Twain te horen. Toen bleek dat White niet deel kon nemen aan de promotie van het nummer, keerde Twain terug naar de studio om het deel dat oorspronkelijk door White was ingezongen zelf op te nemen. White was hier niet teleurgesteld over, aangezien de single als popliedje werd uitgebracht en hij zichzelf geen popartiest vond.
"From This Moment On" werd een wereldwijde hit. In Twains thuisland Canada kwam de single tot de vierde plaats, net als in de Amerikaanse Billboard Hot 100. Ook in de Britse UK Singles Chart was het succesvol met een negende plaats als hoogste notering. Het werd de grootste hit in Australië, waar het de tweede positie behaalde. In Nederland bleef het succes achter; het kwam niet in de Top 40 terecht en bleef steken op de tweede plaats in de Tipparade, terwijl het in de Mega Top 100 tot plaats 53 kwam. Bij de Canadian Country Music Awards van 1999 won het nummer in de categorie "Vocal/Instrumental Collaboration of the Year". In het Nederlands werd het nummer gecoverd door Re-Play en Gordon onder de titel "Met mijn ogen dicht" op de B-kant van hun single "Never nooit meer".

## Hitnoteringen

### Mega Top 100
| Hitnotering: 24-10-1998 t/m 23-01-1999 | Hitnotering: 24-10-1998 t/m 23-01-1999 | Hitnotering: 24-10-1998 t/m 23-01-1999 | Hitnotering: 24-10-1998 t/m 23-01-1999 | Hitnotering: 24-10-1998 t/m 23-01-1999 | Hitnotering: 24-10-1998 t/m 23-01-1999 | Hitnotering: 24-10-1998 t/m 23-01-1999 | Hitnotering: 24-10-1998 t/m 23-01-1999 | Hitnotering: 24-10-1998 t/m 23-01-1999 | Hitnotering: 24-10-1998 t/m 23-01-1999 | Hitnotering: 24-10-1998 t/m 23-01-1999 | Hitnotering: 24-10-1998 t/m 23-01-1999 | Hitnotering: 24-10-1998 t/m 23-01-1999 | Hitnotering: 24-10-1998 t/m 23-01-1999 | Hitnotering: 24-10-1998 t/m 23-01-1999 |
| Week                                   | 1                                      | 2                                      | 3                                      | 4                                      | 5                                      | 6                                      | 7                                      | 8                                      | 9                                      | 10                                     | 11                                     | 12                                     | 13                                     |                                        |
| -------------------------------------- | -------------------------------------- | -------------------------------------- | -------------------------------------- | -------------------------------------- | -------------------------------------- | -------------------------------------- | -------------------------------------- | -------------------------------------- | -------------------------------------- | -------------------------------------- | -------------------------------------- | -------------------------------------- | -------------------------------------- | -------------------------------------- |
| Nummer                                 | 74                                     | 56                                     | 53                                     | 55                                     | 53                                     | 60                                     | 64                                     | 65                                     | 72                                     | 73                                     | 70                                     | 73                                     | 84                                     | uit                                    |

### NPO Radio 2 Top 2000
| Nummer met noteringen in de NPO Radio 2 Top 2000 | '05  | '06  | '07  | '08  | '09  | '10  | '11  |
| ------------------------------------------------ | ---- | ---- | ---- | ---- | ---- | ---- | ---- |
| From This Moment On                              | 1430 | 1199 | 1308 | 1733 | 1674 | 1714 | 1921 |

1. ↑  Een vetgedrukt getal geeft de hoogste notering aan.
2. ↑  2005 was het eerste jaar met een notering voor dit nummer.
3. ↑  Deze tabel is bijgewerkt tot en met de laatste editie (2024).